# 圆尾黄鼠
圆尾黄鼠（学名：Xerospermophilus tereticaudus）是松鼠科、旱地黄鼠属下的一种地松鼠，分布于北美洲，由美国西南部至墨西哥西北部
。
此鼠平均体长27厘米，体重184克。身体背面为沙黄色，下面较浅；有一条又长又圆的尾巴和又长又毛的后脚
。
- 在鳳凰城 (亞利桑那州)